# Betina Jozami
Betina Jozami (née le 8 septembre 1988 à Paraná) est une joueuse de tennis argentine. Sa surface de prédilection est la terre battue. À ce jour, sa meilleure performance dans un tournoi WTA est une demi-finale atteinte lors du Tournoi de Bogota en février 2008.
Sélectionnée pour la première fois en simple en Fed Cup en remplacement María Emilia Salerni, blessée à l'épaule, elle remporte à la surprise générale son match contre Angelique Kerber et participe à la rencontre de double victorieuse qui permet à l'Argentine de rester dans le groupe mondial aux dépens de l'Allemagne.

## Palmarès

### Titre en simple dames
Aucun

### Finale en simple dames
Aucune

### Titre en double dames
Aucun

### Finale en double dames
Aucune

## Parcours en Grand Chelem

### En simple
N'a jamais participé à un tableau final.

### En double dames
| Année | Open d'Australie | Open d'Australie | Internationaux de France | Internationaux de France | Wimbledon                  | Wimbledon                | US Open | US Open |
| 2008  | -                | -                | -                        | -                        | 1er tour (1/32) J. Cravero | K. Srebotnik Ai Sugiyama | -       | -       |

Sous le résultat, la partenaire ; à droite, l’ultime équipe adverse.

### En double mixte
N'a jamais participé à un tableau final.

## Parcours aux Jeux olympiques

### En double dames
| # | Date       | Nom de l'olympiade  | Surface    | Résultat      | Partenaire   | Ultimes adversaires          | Score    |          |
| - | ---------- | ------------------- | ---------- | ------------- | ------------ | ---------------------------- | -------- | -------- |
| 1 | 11/08/2008 | Olympic Games Pékin | Dur (ext.) | 2e tour (1/8) | Gisela Dulko | Elena Vesnina Vera Zvonareva | 6-2, 6-3 | Parcours |

## Parcours en Fed Cup
| #                                                                      | Date       | Lieu         | Surface      | Gagnante(s)                     | Perdante(s)                          | Score          |          |
|                                                                        |            |              |              |                                 |                                      |                |          |
| 2007 - Barrage (groupe mondial II) - Argentine - Canada - 4 : 1        |            |              |              |                                 |                                      |                |          |
| 1                                                                      | 14/07/2007 | Córdoba      | Terre (ext.) | Jorgelina Cravero Betina Jozami | Stéphanie Dubois Marie-Ève Pelletier | Forfait        | Parcours |
|                                                                        |            |              |              |                                 |                                      |                |          |
| 2008 - 1er tour (groupe mondial II) - Argentine - Autriche - 4 : 1     |            |              |              |                                 |                                      |                |          |
| 2                                                                      | 02/02/2008 | Buenos Aires | Terre (ext.) | María Irigoyen Betina Jozami    | Yvonne Meusburger Barbara Schwartz   | 6-1, 4-6, 6-3  | Parcours |
|                                                                        |            |              |              |                                 |                                      |                |          |
| 2008 - Barrage (groupe mondial I) - Argentine - Allemagne - 3 : 2      |            |              |              |                                 |                                      |                |          |
| 3                                                                      | 26/04/2008 | Buenos Aires | Terre (ext.) | Betina Jozami                   | Angelique Kerber                     | 6-3, 6-1       | Parcours |
| 3                                                                      | 26/04/2008 | Buenos Aires | Terre (ext.) | Sabine Lisicki Jasmin Wöhr      | Jorgelina Cravero Betina Jozami      | 6-0, 1-6, 7-62 | Parcours |
|                                                                        |            |              |              |                                 |                                      |                |          |
| 2009 - 1/4 de finale (groupe mondial) - États-Unis - Argentine - 3 : 2 |            |              |              |                                 |                                      |                |          |
| 4                                                                      | 07/02/2009 | Surprise     | Dur (ext.)   | Jill Craybas                    | Betina Jozami                        | 6-2, 6-1       | Parcours |
| 4                                                                      | 07/02/2009 | Surprise     | Dur (ext.)   | Melanie Oudin                   | Betina Jozami                        | 2-6, 6-1, 6-2  | Parcours |
| 4                                                                      | 07/02/2009 | Surprise     | Dur (ext.)   | Julie Ditty Liezel Huber        | Gisela Dulko Betina Jozami           | 6-2, 6-3       | Parcours |

## Classements WTA

### Classements en simple en fin de saison
| Année | 2003 | 2004 | 2005 | 2006 | 2007 | 2008 | 2009 |
| Rang  | 670  | 617  | 511  | 314  | 261  | 145  | 242  |

Source : (en) « Classements de Betina Jozami », sur le site officiel du WTA Tour

### Classements en double en fin de saison
| Année | 2003 | 2004 | 2005 | 2006 | 2007 | 2008 | 2009 | 2010 | 2011 |
| Rang  | 702  | 538  | 460  | 280  | 140  | 105  | 197  | -    | 888  |

Source : (en) « Classements de Betina Jozami », sur le site officiel du WTA Tour